# Lista de senadores de Saône-et-Loire

Localização de Saône-et-Loire na França

Está uma lista de senadores de Saône-et-Loire, pessoas que representaram o departamento de Saône-et-Loire no Senado da França.

## Terceira República
Os senadores de Saône-et-Loire durante a Terceira República Francesa foram:
- Charles Rolland en 1876)
- Philippe Pernette (1876–1878)
- Charles Guillemaut (1876–1886)
- Alfred Mathey (1879–1892)
- Charles Demole (1879–1908)
- Félix Martin (1887–1924)
- François Dulac (1892–1900)
- Gabriel Magnien (1898–1914)
- Lucien Guillemaut (1898–1917)
- Léon Gillot (1900–1907)
- Jean Richard (1908–1929)
- Ferdinand Sarrien (1909–1915)
- Claude Desgranges (1920–1921)
- Jean Bouveri (1920–1924)
- Paul Gerbe (1920–1925)
- Julien Simyan (1921–1926)
- Claude Petitjean (1924–1932)
- Georges Duprey (1924–1936)
- Émile Chopin (1925–1935)
- Jean Pelletier (1927–1940)
- Charles Borgeot (1929–1940)
- Philibert Cochard (1933–1937)
- Henry Turlier (1935–1940)
- Henri Maupoil (1936–1940)
- Marcel Desprès (1937–1940)

## Quarta República
Os senadores de Saône-et-Loire durante a Quarta República Francesa foram:
- François Mercier (1946–1948)
- Julien Satonnet (1946–1948)
- Jean-Marie Thomas (1946–1948)
- José Renaud (1948–1951)
- Henri Maupoil (1948–1958)
- Henri Varlot (1948–1958)
- Júlio Pinsard (1951–1959)
- Marcel Legros (1958–1959)
- Xavier Perrier-Michon (1958–1959)

## Quinta República
Senadores de Saône-et-Loire durante a Quinta República Francesa:
- Roger Lagrange (1959–1967)
- Marcel Legros (1959–1971)
- Júlio Pinsard (1959–1977)
- Marcel Mathy (1967–1982)
- Marcel Lucotte (1971–1995)
- França Lechenault (1977–1986)
- Bernard Desbrière (1982–1986)
- André Pourny (1986–2004)
- André Jarrot (1986–1995)
- René Beaumont ( UMP ) (2004–2014)
- Jean-Patrick Courtois ( UMP ) (2014–2015) Demitido
- Jean-Paul Emorine ( UMP ) De 2014
- Jérôme Durain ( Parti socialiste ) Desde 2014
- Marie Mercier ( Les Républicains ), a partir de junho de 2015, substituindo Jean-Patrick Courtois, demitida